# Viatge a Bountiful
Viatge a Bountiful (títol original: The Trip to Bountiful) és una pel·lícula estatunidenca dirigida per Peter Masterson, estrenada l'any 1985. Ha estat doblada al català.

## Argument
Anys quaranta. L'anciana Carrie Watts (Geraldine Page) viu en un petit apartament de Houston, amb el seu fill Ludie (John Heard) i la seva nora Jessie Mae (Carlin Glynn). Fastiguejada d'una vida marcada per les penúries i la tristesa, la senyora Watts decideix tornar al poblet on va néixer, es va casar i va cuidar al seu fills. Es tracta de Bountiful, a Texas, molt a prop del golf de Mèxic. Un dia, sense previ avís, Carrie s'escapa i comença el viatge.

## Repartiment
- Geraldine Page: la Sra. Carrie Watts
- John Heard: Ludie Watts
- Carlin Glynn: Jessie Mae
- Richard Bradford: xèrif
- Rebecca De Mornay: Thelma
- Kevin Cooney: Roy
- Norman Bennett: L'home del billet de bus #1
- Harvey Lewis: L'home del billet de bus #2
- Kirk Sisco: el revisor del tren
- Dave Tanner: Billy Davis

## Premis
- Oscar a la millor actriu per Geraldine Page